# Qoxmuq
Qoxmuq (ryska: Кохмух) är en ort i Azerbajdzjan.   Den ligger i distriktet Şəki Rayonu, i den centrala delen av landet, 250 km väster om huvudstaden Baku. Qoxmuq ligger 538 meter över havet och antalet invånare är 4 481.
Terrängen runt Qoxmuq är varierad. Närmaste större samhälle är Sheki, 3,3 km sydost om Qoxmuq. 
Trakten runt Qoxmuq består i huvudsak av gräsmarker. Runt Qoxmuq är det ganska glesbefolkat, med 47 invånare per kvadratkilometer.